# Баґениці-Дужі
Баґениці-Дужі (пол. Bagienice Duże) — село в Польщі, у гміні Кучборк-Осада Журомінського повіту Мазовецького воєводства.
Населення — 53 особи (2011).
У 1975-1998 роках село належало до Цехановського воєводства.

## Демографія
Демографічна структура станом на 31 березня 2011 року:
|          | Загалом | Допрацездатний вік | Працездатний вік | Постпрацездатний вік |
| -------- | ------- | ------------------ | ---------------- | -------------------- |
| Чоловіки | 24      | 5                  | 15               | 4                    |
| Жінки    | 29      | 10                 | 13               | 6                    |
| Разом    | 53      | 15                 | 28               | 10                   |